# Ахтум
Ахтум (у неким изворима бележен и као Ohtum, Achtum или Ajtony - Ајтоњ) је био банатски војвода, односно владар Баната у једанаестом веку, и био је потомак бугарског војводе Глада, који је владао Банатом у деветом веку. Ахтум је био последњи локални владар који се супротставио успостављању непосредне власти Угарске. 

## Историја
О Ахтуму знамо да је био православни хришћанин и савезник Византије, и имао је војску састављену од Кумана, Бугара и Влаха. Ахтум је крштен у Видину као православни хришћанин, али је и после покрштавања имао седам жена. Владао је територијом између река Мориш, Тиса и Дунав и јужних Карпата, на простору који ће касније добити име Банат.
Ахтум је поражен од стране Угарског краљевства у време владавине њеног првог хришћанског владара, краља Стефана I. Датум његовог пораза није тачно утврђен, при чему неки историчари сматрају да се то десило 1028, а други 1002. Према историјској хроници познатој као Gesta Hungarorum, Ахтума је убио војсковођа краља Стефана, Чанад, син Бобуке. После његове смрти, Банат је укључен у састав Мађарског краљевства.